# Louis-Jean de Kerémar
Louis-Jean de Kerémar (ou Quérémar), chevalier, seigneur de Boischâteau, né le 27 avril 1716 à Gausson et mort le 31 janvier 1794 à Saint-Hélier, est un officier de marine et aristocrate du XVIIIe siècle. Commandant de nombreux navires, il sert pendant la guerre de Succession d'Autriche et celle de Sept Ans. Il se retire du service actif le 16 avril 1767.

## Biographie
Louis-Jean de Kerémar, seigneur de Boischâteau, de Kerphilipe, du grand Chesnay, Gascoin, de la Ville-Guyomar, Kergomar, de Kergony et des Rossais, naît le 27 avril 1716.
Il s’engage comme garde-marine le 17 février 1732. Il participe au siège de Dantzig en 1734 durant la guerre de Succession de Pologne. 
Il devient ensuite lieutenant de vaisseau le 11 janvier 1746 et commande les batteries de Lorient la même année durant le siège de la région, affrontement qui s’inscrit dans les événements de la guerre de Succession d'Autriche. Il est désigné par le comte de Volvire pour aller porter la nouvelle de la levée du siège à Fontainebleau. Sa vaillance au siège de Dantzig lui vaut un avancement au grade d’enseigne de vaisseau et son comportement au siège de Lorient lui vaut la croix de Saint-Louis qu’il reçoit du roi Louis XV sur recommandation de Volvire. 
Il est nommé capitaine de vaisseau le 15 mai 1756. Il reçoit le commandement du Brillant qui, en 1759, fait partie de l'escadre de 21 vaisseaux du maréchal de France Hubert de Brienne de Conflans concentrée à Brest en vue d'un débarquement en Angleterre. Il participe à la bataille des Cardinaux le 20 novembre 1759. Il est alors dans l’escadre blanche et bleue — l’escadre qui forme l’avant-garde ainsi nommée, est commandée par Joseph de Bauffremont, arborant sa marque sur le Tonnant.
Au lendemain de la défaite française, le Brillant se réfugie avec 6 autres vaisseaux, le Robuste, l’Inflexible, le Glorieux, l’Éveillé, le Dragon et le Sphinx, accompagnés de deux frégates — la Vestale et l’Aigrette — et de deux corvettes — la Calypso et le Prince Noir — dans l’estuaire de la Vilaine.
Il épouse en 1752 Joachine-Mathurine de Kerfaliou du Rechau ; le couple a deux enfants, tous deux engagés dans la Marine.